# Стокманн (универмаг в Хельсинки)

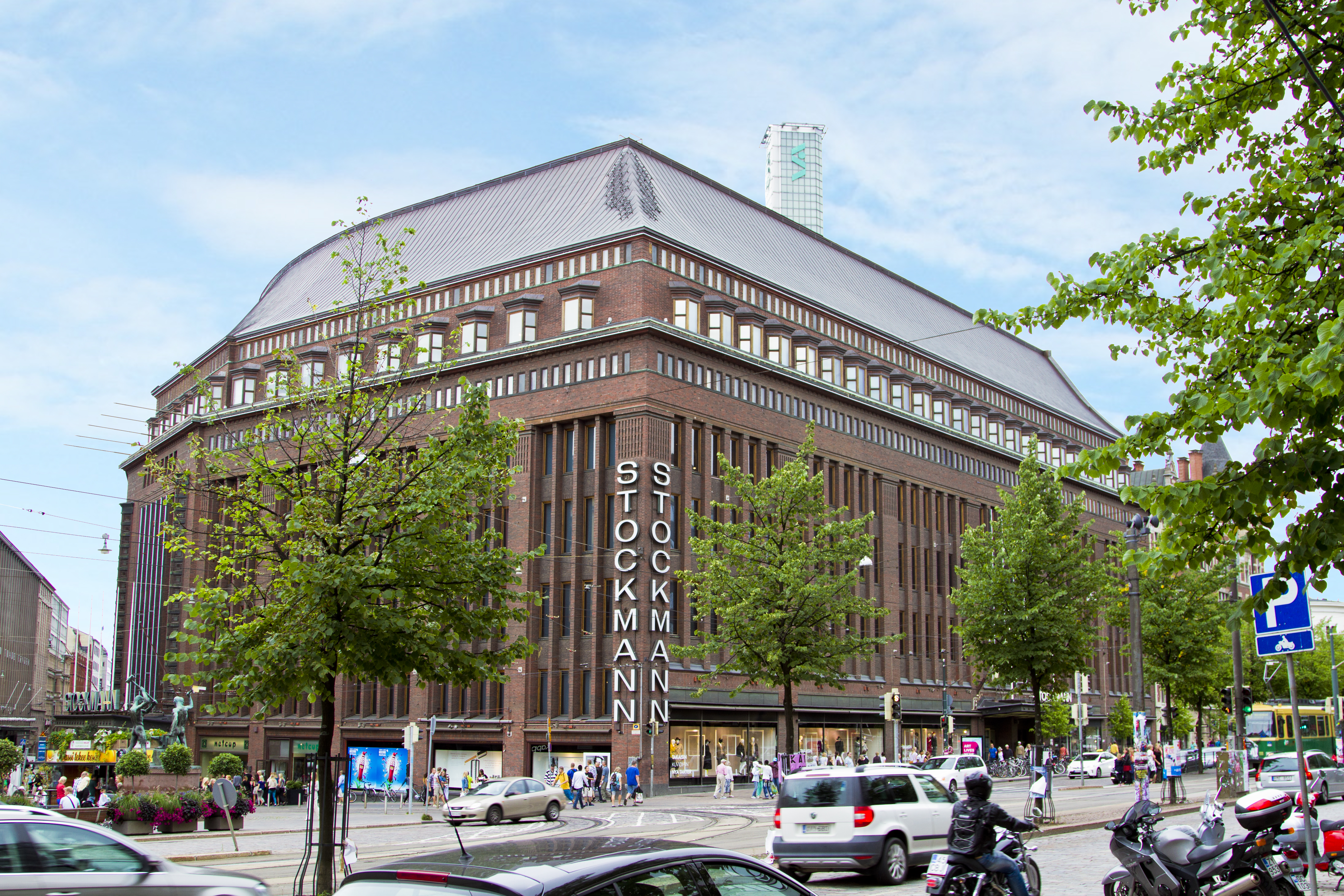
Универмаг Стокманн летом 2013 года.

Универмаг «Стокманн» — исторический бизнес-центр и универмаг в центре города Хельсинки, Финляндия. Это крупнейший универмаг в Странах Северной Европы по площади и по общему объёму продаж. В универмаге имеются старые эскалаторы, которые иногда ошибочно называют первыми эскалаторами в Финляндии.
В 2002 году хельсинкский «Стокманн» стал шестым по величине универмагом в Европе с годовым объёмом продаж 393 млн евро и площадью 40 500 м².
Принадлежал корпорации Stockmann, но в апреле 2022 года был продан пенсионному фонду Keva за 400 млн евро.
Часы у главного входа, называемые в народе «Stockan kello» («Часы Стоки»), являются популярным местом встреч.

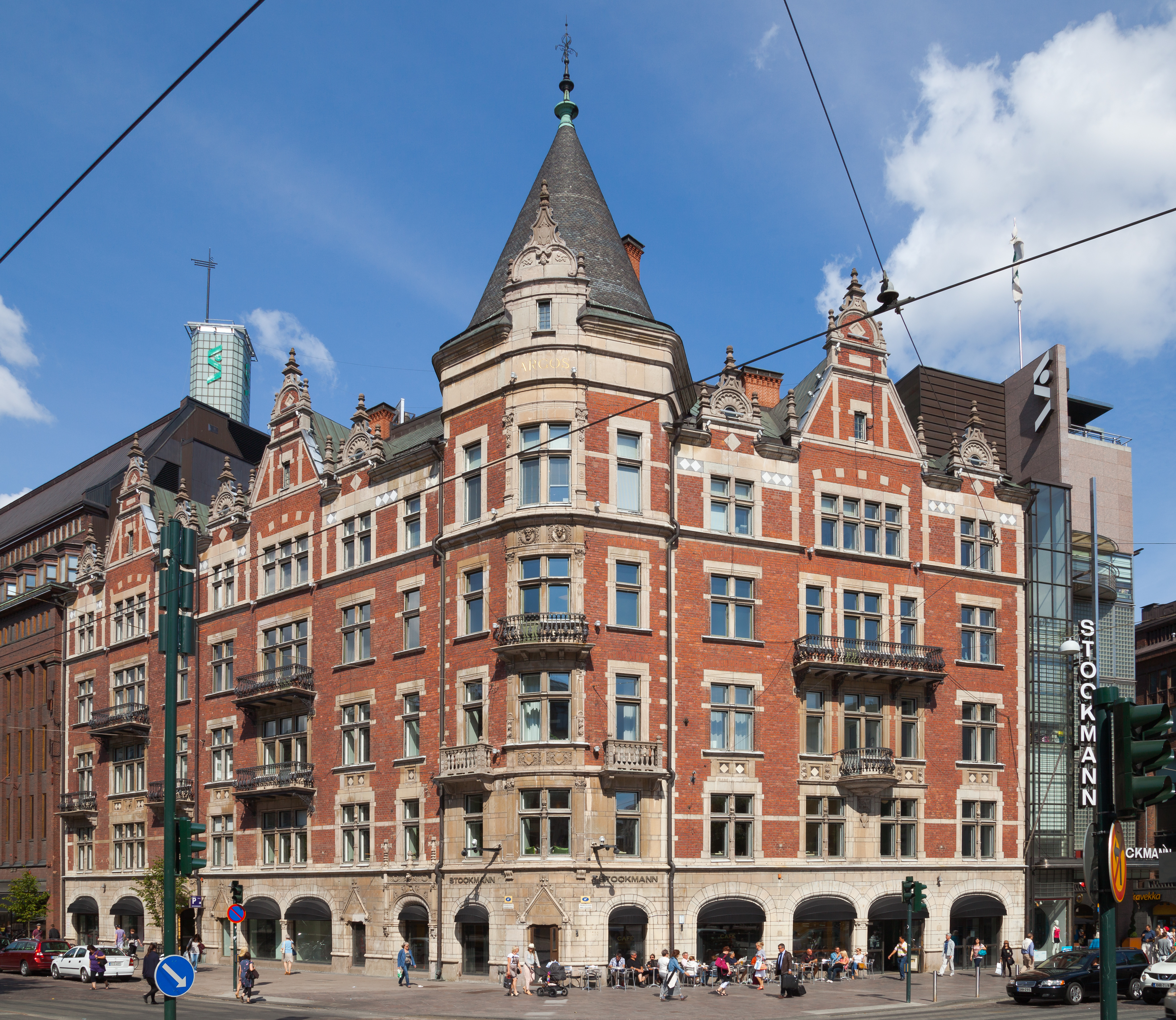
Фасад дома Аргос в стиле ар-деко

Вальтер Томе и его брат выиграли архитектурный конкурс на строительство универмага в 1916 году, однако они погибли во время финской Гражданской войны. Здание было построено только в 1930 году по проекту Сигурда Фростеруса, который занял второе место в оригинальном конкурсе. Универмаг был спроектирован в скандинавском стиле ар-деко. Он расположился в квартале Газель в районе Клууви. Более позднее расширение здания было основано на планах Сигурда Фростериуса.

## Реконструкции
В 1989 году дом Аргос, расположенный в том же квартале, был объединён со зданием универмага Стокманн. Во время реконструкции сохранился только фасад дома Аргос. После этого расширения Стокманн занял весь квартал, ограниченный проспектом Маннергейма, улицами Алексантеринкату, Кескускату и парком Эспланады. Универмаг занимает из семь этажей, не считая подвала и восьмого этажа, на котором находятся другие предприятия.
Дальнейшее расширение универмага началось в 2007 году. Проект получил название Kaikkien aikojen Stockmann — Alla tiders Stockmanna («Стокманн всех времён»). После его завершения в 2010 году торговая площадь увеличилась с 40 500 до 50 000 м². Это был сложный проект, поскольку работы велись в самом центре Хельсинки, и универмаг всё это время работал.

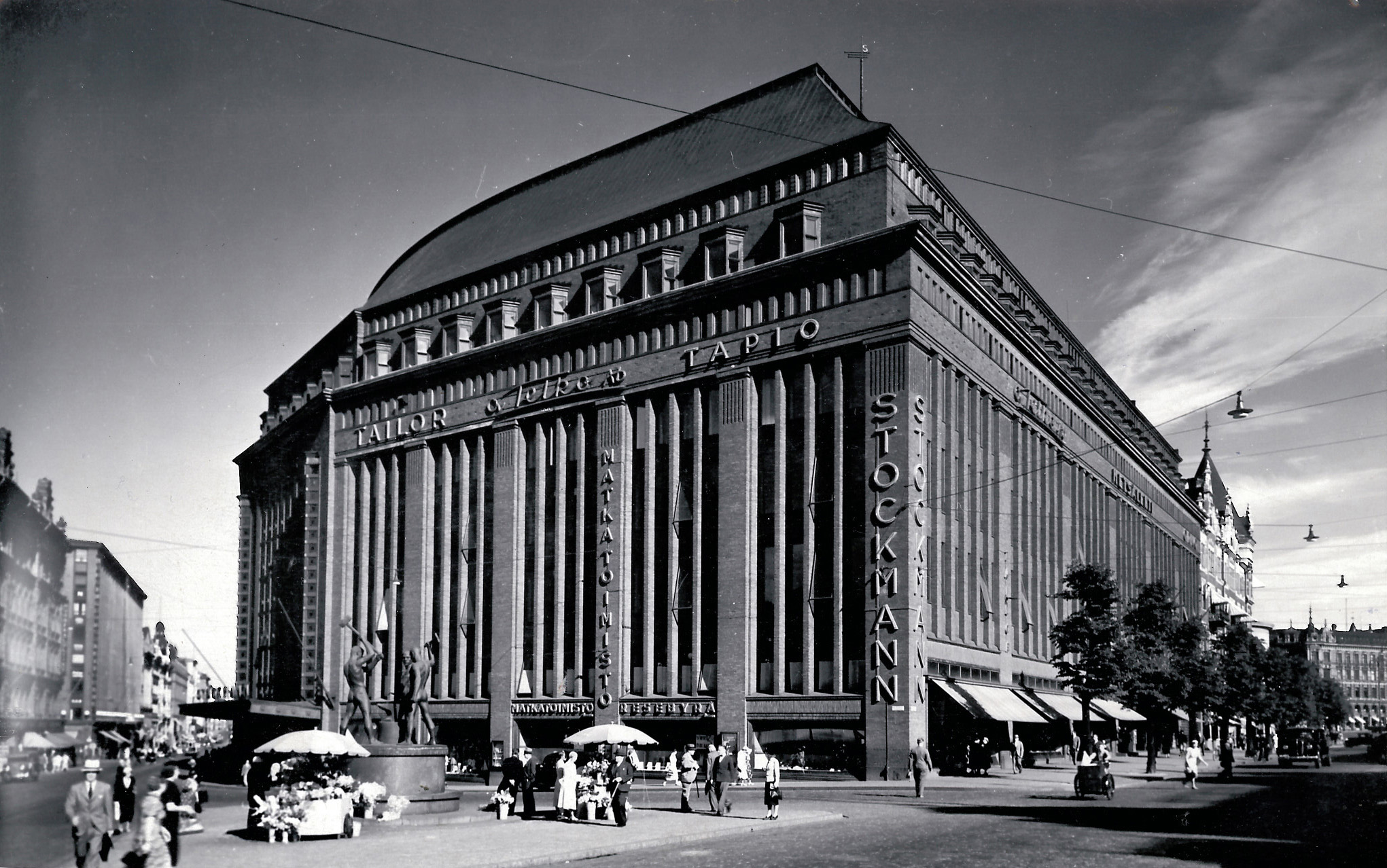
Универмаг в 1938 году

Расширения коснулись подземной и центральной частей универмага. Атриум был перекрыт, что добавило 1500 м² торговых площадей к 6-8 этажам. На верхнем восьмом этаже был устроен ресторанный дворик с видом на нижние этажи, рассчитанный на 950 клиентов.
Из-под универмага было извлечено в общей сложности 200 000 кубометров скальных пород. Самая глубокая точка подземного строительства достигала 30 м.

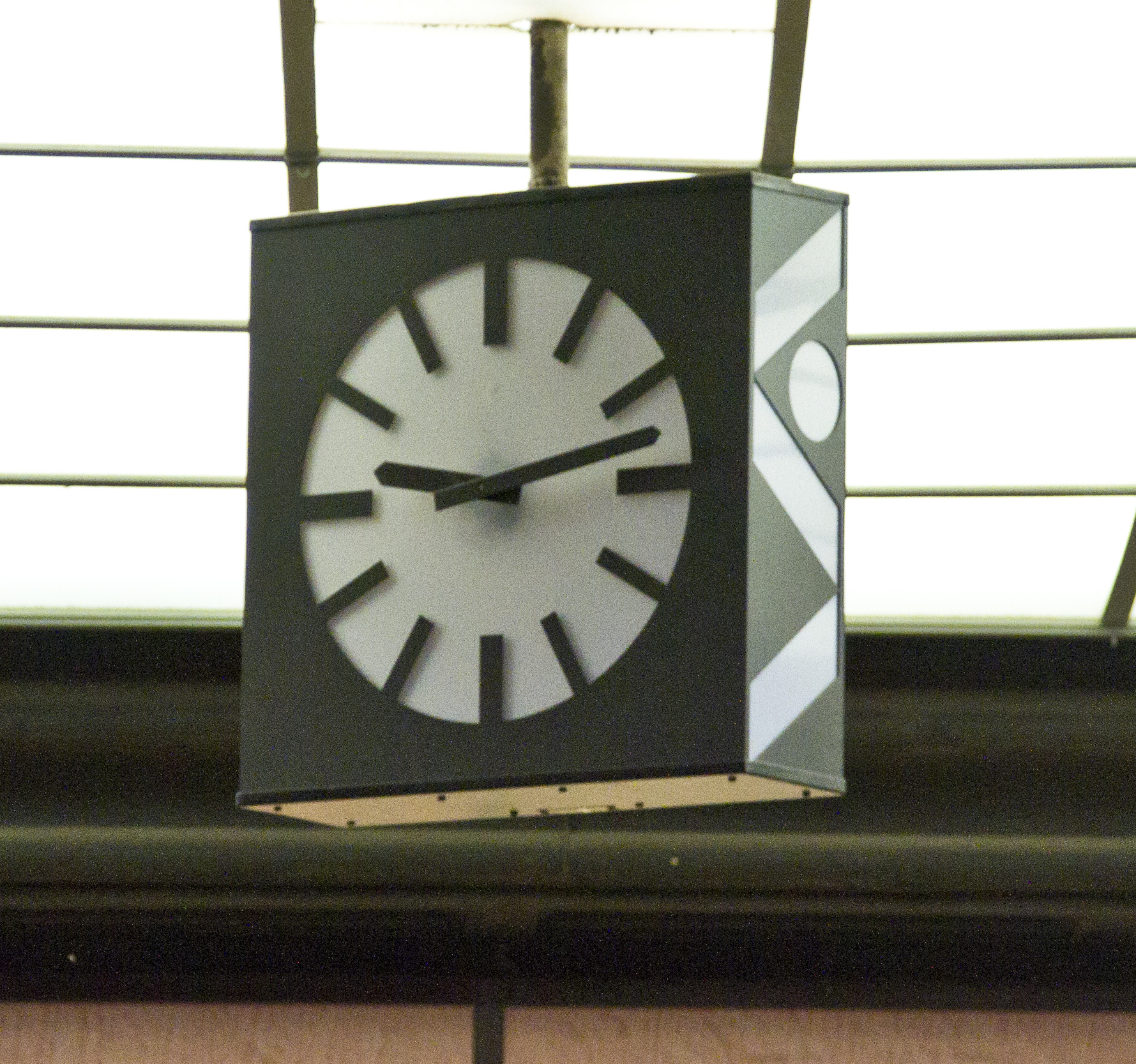
Часы над главным входом в универмаг

Во время строительных работ в лифтовые и эскалаторные системы старого универмага были отремонтированы. Кроме того, было улучшено освещение и кондиционирование. Благодаря новой автостоянке количество машиномест увеличилось в три раза до 600. Размер продуктового отдела был увеличен вдвое — до 5000 квадратных метров.
Суммарные капитальные затраты проекта расширения составили 198 млн евро, в дополнение к капитальному ремонту и реконструкции существующих помещений. Согласно проекту, работы должны были привести к увеличению годового объема продаж на 50 млн евро.